# چیو مینگ
چیو مینگ (چینی: 子曰：「巧言、令色、足恭，左丘明恥之，丘亦恥之。匿怨而友其人，左丘明恥之，丘亦恥之。؛ ۱ ژانویهٔ ۰۵۵۶ – ۱ ژانویهٔ ۰۴۵۱) نویسنده، و تاریخ‌نگار اهل ایالت لو در دوره بهار و پاییز بود. بر مبنای برخی منابع تاریخی از شاگردان کنفوسیوس بوده‌است.